# Mustafa Hamid Mansur
Mustafa Hamid Mansur (ar. مصطفى حامد منصور; ur. 8 lipca 1930, zm. 3 kwietnia 1982) – egipski zapaśnik walczący w stylu klasycznym. Dwukrotny olimpijczyk. Czwarty w Rzymie 1960 i dziewiąty w Tokio 1964. Startował w kategorii 62 kg. W 1960 roku reprezentował Zjednoczoną Republikę Arabską.
Złoty medalista mistrzostw świata w 1961. Wicemistrz igrzysk śródziemnomorskich w 1959 i 1963 i czwarty w 1955.
- Turniej w Rzymie 1960

Pokonał Bułgara Spasa Peneva i Australijczyka Dona Cacasa a przegrał z reprezentantem Czechosłowacji Vojtechem Tóthem i Turkiem Müzahirem Sille.
- Turniej w Tokio 1964

Przegrał w pierwszej walce z zawodnikiem Iranu Rasoulem Malekiem a potem wygrał z Francuzem Georgesem Ballerym, Szwedem Erikiem Olssonem i Rumunem Marinem Bolocanem.